# Timothy Garton Ash
Timothy Garton Ash (nascido em 12 de julho de 1955) é um autor britânico de oito livros de política escrita ou "história do presente" que estuda a Europa durante o último quarto de século. Ele é professor dos estudos europeus na Universidade de Oxford, diretor do centro de estudos europeus na St. Antony’s College. Seus ensaios aparecem regularmente no New York Review of Books, e ele escreve uma coluna semanal no Guardian, que é bem distribuído em toda a Europa, Ásia e nas Américas. Ele também contribui para o New York Times, Washington Post, Prospect, colabora também com o Wall Street Journal e, por último, para o The Globe and Mail.

## Educação
- Master of Arts na história moderna da Exeter College, Universidade de Oxford
- Graduação de estudo em St. Antony's College, Oxford,
- Na Free University situada na Berlim Ocidental;
- Humboldt University, na antiga Berlim Oriental.

## Prêmios e honrarias
- Prémio Somerset Maugham, por A Revolução Polonesa: Solidariedade (1984)
- Prêmio Europeu de Essai Charles Veillon (1989)
- Prêmio Napoli, de jornalismo (1995)[1]
- Ordem de Mérito da República Tcheca
- Ordem de Mérito da Alemanha[2]
- Ordem do Mérito da República da Polônia
- Doutorado honorário da Universidade St Andrews, Escócia
- Prêmio Hoffmann von Fallersleben de redação política (2002)
- Companheiro da Ordem de São Miguel e São Jorge (CMG)
- Membro da Royal Society of Literature (2005)[3]
- Prêmio George Orwell de jornalismo (2006)
- Prêmio Kullervo Killinen da Finlândia (2006)
- Doutorado honorário da KU Leuven, Bélgica[4]
- Membro da Royal Society of Arts (FRSA)
- Prêmio Carlos Magno (2017)[5]
- Prémio Lionel Gelber para Homelands: Uma História Pessoal da Europa (2024)[6]
- Doutorado honorário na Universidade Vytautas Magnus , Lituânia (2024)[7]